# Paola Piccinato
Paola Piccinato (Roma, 8 ottobre 1932) è una doppiatrice e dialoghista italiana.

## Carriera
È principalmente nota per aver doppiato Rita Moreno nella serie televisiva Oz, Ellen Crawford in E.R. - Medici in prima linea e Helen Mirren nel film Mosquito Coast. Tra i personaggi animati Olivia Oyl in alcune serie dedicate a Braccio di Ferro.
Ha lavorato per molti anni presso la Società Attori Sincronizzatori (S.A.S.), per poi passare alla La BiBi.it.

## Doppiaggio

### Film cinema
- Helen Mirren in Mosquito Coast
- Yvette Mimieux in L'uomo che visse nel futuro
- Rosalind Ayres in Beautiful People
- Debra Monk in Jeffrey
- Cheryl Campbell in Momenti di gloria
- Marthe Keller in Cuore di lupo
- Bronwen Mantel in Chi c'è in fondo a quella scala...
- Sandy Dennis in 976 - Chiamata per il diavolo
- Juana Hidalgo ne Il viaggio
- Chus Lampreave in Belle Époque
- Elzbieta Czyzewska in I Love You, I Love You Not
- Nicole Tessier in Dèmoni
- Maggie Smith in La segreta passione di Judith Hearne

### Film d'animazione
- Elsa in We're Back! - 4 dinosauri a New York
- Olivia in Il viaggio di Natale di Braccio di Ferro
- Sanae Yukishiro in Pretty Cure Max Heart 2 - Amici per sempre

### Serie televisive
- Rita Moreno in Oz, Law & Order - Unità vittime speciali, Law & Order - Il verdetto
- Ellen Crawford in E.R. - Medici in prima linea

### Serie animate
- Olivia Oyl in Braccio di Ferro
- Sanae Yukishiro in Pretty Cure, Pretty Cure Max Heart
- Kiroshon in Chobin, il principe stellare
- Nonna Pig in Peppa Pig
- Uomo di latta, Signorina Ruby in Dee e Amici nel Oz